# Kiss Me Again (film fra 2010)
 For alternative betydninger, se Kiss Me Again. (Se også artikler, som begynder med Kiss Me Again)
Kiss Me Again (italiensk: Baciami ancora) er en italiensk film fra 2010 skrevet og instrueret af Gabriele Muccino.
Filmen, en efterfølger til The Last Kiss, havde biografpremiere den 29. januar 2010. I åbningsweekend blev der solgt billetter for 3.111.351 euro. I alt solgte filmen billetter for € 9 mio.

## Skuespillere
- Stefano Accorsi: Carlo
- Vittoria Puccini: Giulia
- Pierfrancesco Favino: Marco
- Claudio Santamaria: Paolo
- Giorgio Pasotti: Adriano
- Marco Cocci: Alberto
- Sabrina Impacciatore: Livia
- Adriano Giannini: Simone
- Daniela Piazza: Veronica
- Valeria Bruni Tedeschi: Adele
- Francesca Valtorta: Anna
- Sara Girolami: Sveva
- Andrea Calligari: Matteo
- Primo Reggiani: Lorenzo
- Lina Bernardi: Madre Paolo

## Engelsk dubbing
- Charlie Adler: Carlo
- Dan Castellaneta: Marco
- John DiMaggio: Paolo
- Kath Soucie: Giulia
- Jennifer Hale: Veronica
- Tress MacNeille: Livia
- Tara Strong: Adele
- Kate Micucci: Anna
- Nicky Jones: Matteo
- Liliana Mumy: Sveva
- Jodi Benson: Paolo's Mother

### Produktionsselskaber
- Fandango
- Medusa Film

### Distributører
- Medusa Film (2010) (Italien) (Theatrical)
- Canale 5 (2016) (Italien) (TV)

### forskellige virksomheder
- Jetix (med tilladelse fra Team Galaxy og Monster Buster Club, kendt som Jetix Europe)